# 约瑟夫·巴拉班
约瑟夫·巴拉班（Josef Balabán ，1894年6月5日—1941年10月3日）是一位捷克斯洛伐克军人，他在第二次世界大战期间加入反納粹德國抵抗运动（波西米亚和摩拉维亚保护国抵抗运动）。

## 生平
巴拉班於第一次世界大战期间加入捷克斯洛伐克军团，並且與俄罗斯帝国作战。后来他成为了捷克斯洛伐克军队中的一名炮兵军官，之后在国防部任参谋官，军衔为中校。纳粹德国于1939年3月侵占捷克地域后，巴拉班开始与由前军队军官组成的抵抗组织民族防卫合作。自1939年夏季起，巴拉班成为了该组织的领导者之一。他和约瑟夫·马辛以及瓦茨拉夫·莫拉维克一起组成了名为三国王的抵抗组织，执行情报收集和破坏任务。
“三国王”一直和纳粹德国情报官、捷克斯洛伐克间谍保罗·图梅尔保持着联系。“三国王”进行的最直接破坏行动就是在柏林的两次炸弹袭击：一次是在1941年1月，袭击目标是德国航空部以及警察总部，另一次是在1941年2月，袭击地点是柏林安哈尔特火车站，行刺海因里希·希姆莱未果。
1941年4月22日，在一场短暂的交火过后，巴拉班在布拉格被盖世太保抓获。虽遭受酷刑，但他没有泄露任何关于抵抗组织的情报。萊因哈德·海德里希于1941年9月出任波希米亚和摩拉维亚保护国副总督后出台戒严法，巴拉班被判处死刑。1941年10月3日，巴拉班在布拉格的鲁奇涅监狱被处决。